# Kassinsaari (ö i Mellersta Finland)
Kassinsaari är en ö i Finland. Den ligger i sjön Kierikka och Keskinen och i kommunen Toivakka i den ekonomiska regionen  Jyväskylä ekonomiska region  och landskapet Mellersta Finland, i den södra delen av landet, 230 km norr om huvudstaden Helsingfors. Öns area är 2,9 hektar och dess största längd är 320 meter i nord-sydlig riktning.